# جورج براون (لاعب كريكت)
جورج براون (بالإنجليزية: George Brown)‏ (16 يونيو 1821 في المملكة المتحدة - 21 مارس 1875 في المملكة المتحدة) هو لاعب كريكت بريطاني (وحمل سابقاً جنسية المملكة المتحدة لبريطانيا العظمى وأيرلندا). لعب مع نادي مقاطعة ساسكس للكركيت ‏.

## وصلات خارجية
- جورج براون على موقع إي آس بي آن كريك إنفو (الإنجليزية)